# Nørregade (Flensborg)
 For alternative betydninger, se Nørregade. (Se også artikler, som begynder med Nørregade)
Nørregade (dansk) eller Norderstraße (tysk) er en gade i Indre By i Flensborg, der løber parallelt med Skibsbroen.
Den brostenbelagte gade strækker sig på cirka 700 meter fra Nørreporten i nord til Nørretorvet ved Vor Frue Kirken i syd, hvor gaden fortsætter som Storegade. Gaden paserer blandt andet Dansk Centralbibliotek, Flensborghus og science centret Phänomenta. Ved Vor Frue Kirken krydses gaden af Nygaden/Toosbygaden. Ved siden af det danske bibliotek fører den 135 trin høje Marietrappe op til Duborg banke. Nørregaden er præget af en række ældre små byhuse og købmandsgård. En af de historiske købmandsgård er Nørregade 86 fra 1700-tallet. Derudover findes der flere små sidegader, deriblandt Oluf-Samson-Gang og Herrestaldene.
Området omkring Nørregaden og tilhørende sidegader udgør det historiske Sct. Gertud-kvarter, benævnt efter den i 1571 nedrevne Sankt Gertruds Kirke. Frem til 1973 kørte der sporvogne igennem Nørregaden.

## Eksterne henvsninger
- Wikimedia Commons har flere filer relateret til Nørregade (Flensborg)

54°47′33″N 9°25′52.5″Ø / 54.79250°N 9.431250°Ø